# 大田市站

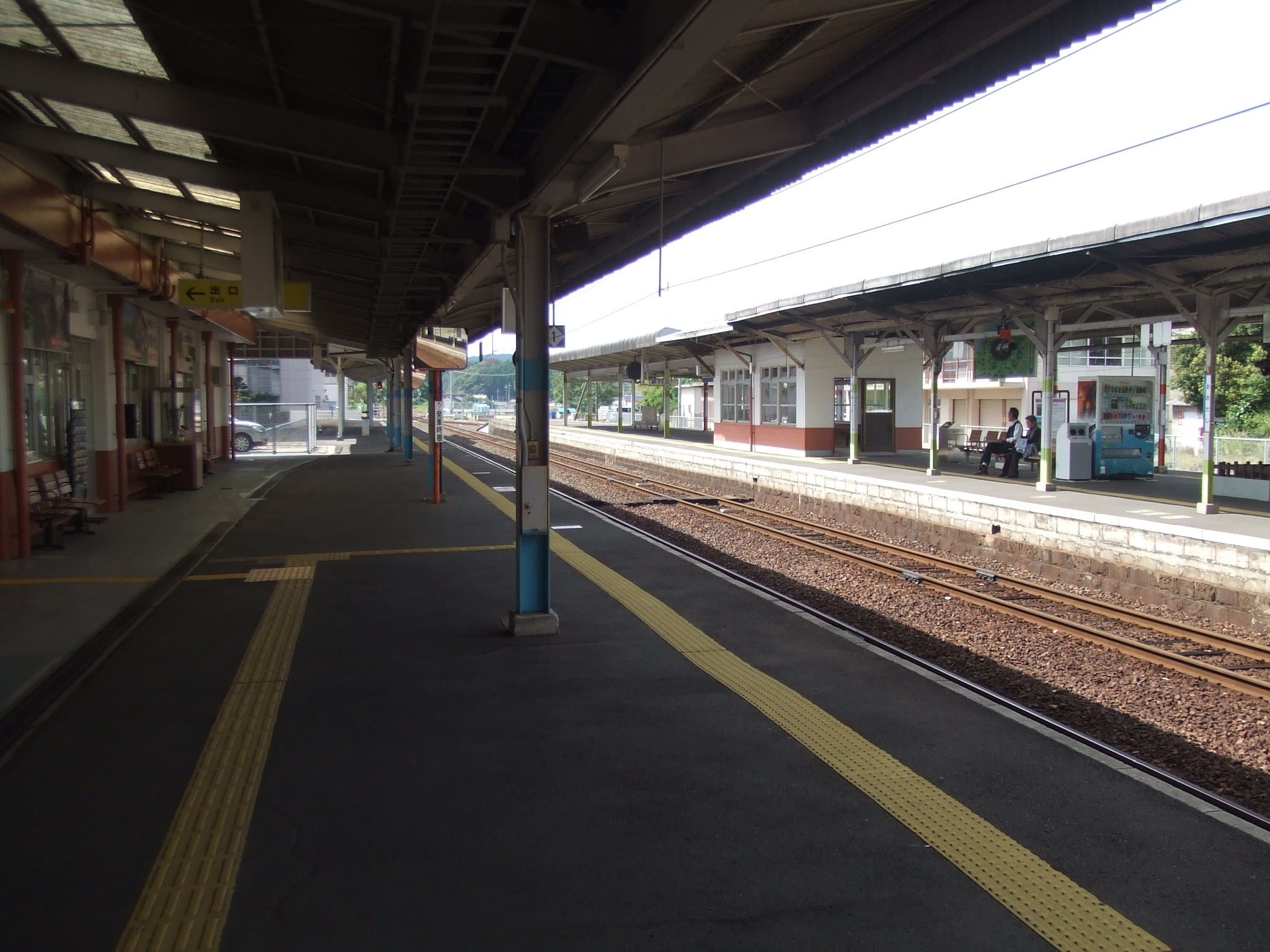
月台（2010年9月）

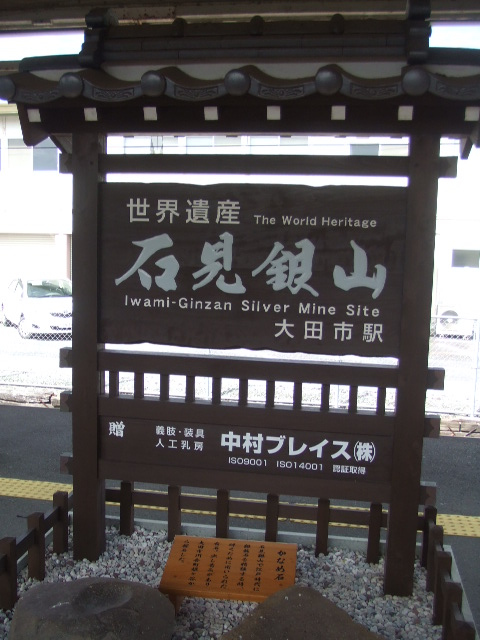
『世界遺產 石見銀山』的招牌（2010年9月）

大田市站（日语：／ Ōdashi eki */?）是位於島根縣大田市大田町大田，西日本旅客鐵道（JR西日本）的山陰本線車站。所有快速和特急列車停站。事務管號碼為▲640748。

## 歷史
- 1915年（大正4年）7月11日 - 國有鐵道山陰本線小田站至此站開業，此終點站啟用。當時名為石見大田站，成為客運和貨運車站[1][2]。
  - 當時車站地址為島根縣安濃郡大田町大田。
- 1917年（大正6年）5月15日 - 山陰本線延伸至仁萬站，成為中途車站。
- 1954年（昭和29年）1月1日 - 隨著大田市（第一次）成立，車站地址為島根縣大田市大田町大田。
- 1970年（昭和45年）12月6日- 現時的第二代車站大樓[1]。
- 1971年（昭和46年）2月1日 - 車站改名為大田市站[1]。
- 1973年（昭和48年）6月25日 - 綠色窗口開始營業[1]。
- 1975年（昭和50年）8月8日 - 久手方向單線自動化[1]。
- 1976年（昭和51年）6月1日 - 靜間方向單線自動化[1]。
- 1980年（昭和55年）10月1日 - 開設大田電氣支區[1]。
- 1983年（昭和58年）12月31日 - 終止貨物起卸業務。
- 1987年（昭和62年）4月1日 - 伴隨國鐵分割民營化，車站由西日本旅客鐵道（JR西日本）營運。
- 2005年（平成17年）10月1日 - 隨著大田市（第二次）成立，車站地址為現時位置。
- 2007年（平成19年）10月6日 - 隨著石見銀山登錄成為世界遺產，使乘客增加，站內設置「大田市駅觀光情報處」「大田市站觀光詢問處」。
- 2009年（平成21年）- 車站大樓內部進行翻新。
- 2012年（平成24年）- 車站前設置了大田市吉祥物「Rato醫」石像。
- 2015年（平成27年）7月11日 - 慶祝車站啟用100周年[2]。

## 車站構造
車站位於島根縣中央，最接近世界遺產石見銀山和大山隱岐國立公園的三瓶山。車站為一座地面車站，設有1面2線的島式月台（2、3號月台）和1面1線的單式月台，可進行列車交會和折返。單式月台鄰接閘口。在各月台之間設有跨線橋連接。
車站由濱田鐵道部管理的直營車站。
在跨線橋的鑄鐵門柱於1890年（明治23年）建造，鑄鐵門柱是日本最古老的鑄鐵物件，在上行月台旁設有資訊板說明。
晚間於3號月台設有1列列車停泊。
車站曾經設有車站便當發售。

### 月台
| 月台 | 路線     | 上下行 | 方向             | 備註            |
| ---- | -------- | ------ | ---------------- | --------------- |
| 1    | 山陰本線 | 下行   | 濱田、益田方向   | 部分使用3號月台 |
| 2、3 | 山陰本線 | 上行   | 出雲市、松江方向 |                 |

1號月台為下行本線，2號月台為上行本線，3號月台為上下行副本線。特急待避時使用3號月台。

### 車站內設施
- 綠色窗口 - 1973年（昭和48年）6月25日開始營業[1]。（7:00～18:50）
- Kiosk (便利商店) - 1971年（昭和46年）2月1日開始營業[1]。
- 大田市站觀光資訊處
- 大田市站觀光詢問處

## 使用狀況
在車站啟用當日，車站上下車人次為716人。
以下為近年1日平均乘車人次列表：
| 乘車人次變化 | 乘車人次變化    |
| 年度         | 1日平均乘車人次 |
| ------------ | --------------- |
| 1970         | 1,748           |
| 1984         | 1,093           |
| 1994         | 883             |
| 1999         | 776             |
| 2000         | 753             |
| 2001         | 688             |
| 2002         | 681             |
| 2003         | 650             |
| 2004         | 657             |
| 2005         | 650             |
| 2006         | 653             |
| 2007         | 659             |
| 2008         | 675             |
| 2009         | 638             |
| 2010         | 608             |
| 2011         | 592             |
| 2012         | 572             |
| 2013         | 594             |
| 2014         | 552             |
| 2015         | 524             |
| 2016         | 536             |
| 2017         | 512             |

## 車站周邊
車站為大田市代表車站，位於市區北邊。
- 島根縣立男女共同參與中心 Asuterasu（日语：島根県立男女共同参画センター あすてらす）
- 大田市站前郵局
- 山陰合同銀行
- 島根銀行
- 島根中央信用金庫（日语：島根中央信用金庫）
- 石見交通（日语：石見交通）大田營業所・大田巴士中心 - 1944年（昭和19年）2月3日開始營業[6]。
- 大田警署（日语：大田警察署）
- 石見大田稅務署
- 大田商工會議所
- 大田市消防總部
- 大田市政廳
- 島根縣縣央保健所
- 石東醫院
- 大田市立醫院 (乘車約5分鐘)
- 大田市中央圖書館
- 大田市立大田小學
- 大田市立第一中學
- 島根縣立大田高等學校（日语：島根県立大田高等学校）
- Sun Lady大田
- 大田市民會館
- Hello Work石見大田（公共職業安定所）
- 國道9號
- 國道375號（日语：国道375号）
- 羅森
- 三瓶廣場酒店
- 大田天空酒店
- Wellness 大田中央店
- 折扣藥品 Cosmos大田站南店
- Edion石見大田店
- 山田電機Teccland大田店
- 石見村田製作所

### 巴士路線
大田市站前設有石見交通的「大田市站」巴士站。
- 石見銀山號（日语：石見銀山号）（與石見Tour聯營）　經大森代官所遺蹟（日语：大森代官所）、世界遺產中心、廣島巴士中心（日语：広島バスセンター）　前往廣島站新幹線出口
- 大森・大家線　經大森代官所遺蹟　前往世界遺產中心、橫谷口、大家調頭處、川上
- 川本線　經大森代官所遺蹟　前往石見川本站
- 粕渕線　前往粕渕站、酒谷
- 三瓶線 經三瓶溫泉　前往下之町、青少年交流之家
- 大田市內、和江線

在「大田市站前」斜對面設有「大田巴士中心」。

## 相鄰車站
西日本旅客鐵道
山陰本線
- 特急「超級松風」「超級隱岐」停車站。
- 快速Aqua快車停車站。

久手－大田市－靜間

## 注腳
1. 1 2 3 4 5 6 7 8 9 10 11  大田市制三十周年記念誌編事務局, , 大田市大田市教育委員會: 311, 1983年6月
2. 1 2 3  . 交通新聞 (交通新聞社). 2015-07-16: 4.
3. ↑  日本國有鐵道旅客局(1984)『鉄道・航路旅客運賃・料金算出表 昭和59年４月20日現行』。
4. ↑  島根縣統計書
5. ↑  島根県統計年鑑(昭和45年版)　161．鉄道旅客および貨物輸送状況（駅別）昭和45年度 （页面存档备份，存于） 島根縣發行
6. ↑  大田市制三十周年記念誌編事務局, , 大田市大田市教育委員會: 312, 1983-06

## 外部連結
- 大田市｜車站資訊：JR出門網 - 西日本旅客鐵道